# J. W. Feighner
James Wilbur Feighner (* 17. September 1916 in Marion, Indiana; † 30. Dezember 2004) war ein US-amerikanischer Manager und Politiker.

## Leben
Feighner studierte an der Purdue University und erhielt dort 1939 einen Bachelor of Science in Maschinenbau. Nach dem Studium arbeitete er von 1939 bis 1941 als Vertriebsingenieur für die Westinghouse Electric Corporation. Im August 1941 heiratete er Margaret Gordon Richards. Aus der Ehe gingen drei Kinder, zwei Töchter und ein Sohn, hervor. Von 1941 bis 1942 arbeitete er als Anwendungsingenieur für Servel, Inc. 1942 trat Feighner dem United States Army Air Corps bei und diente während des Zweiten Weltkrieges im Zuge des China Burma India Theater (CBI) in Ostasien. 1946 schied er im Rang eines Captains aus dem Militärdienst aus. Feighner wurde nun bei Tom Huston Peanut Co. tätig, wo der Vater seiner Frau Präsident war. Im Laufe der Jahre arbeitete er sich hoch und wurde selbst Präsident sowie Chief Executive Officer. Später wechselte er in den Vorstand von General Mills, zu welchem die Tom Huston Peanut Co. mittlerweile gehörte.
1982 wurde Feighner zum Bürgermeister von Columbus, Georgia gewählt. Er bekleidete dieses Amt in Jahren 1983 bis 1986. In der zweiten Hälfte des Jahres 1983 wurde er Mitglied im Vorstand des Lebensmittelunternehmens Flowers Industries.